# Hans-Otto Jordan
Hans-Otto Jordan (* 13. September 1954) ist ein ehemaliger deutscher Fußballspieler. Von 1977 bis 1981 hat er für die Vereine VfR Bürstadt und 1. FC Nürnberg insgesamt 71 Spiele in der 2. Bundesliga absolviert und dabei 28 Tore erzielt.

## Laufbahn
Als der Mittelstürmer und Torschütze Hans-Otto Jordan mit dem Aufsteiger in die Amateurliga Hessen, SpVgg Neu-Isenburg, in der Saison 1975/76 knapp den Klassenerhalt bewerkstelligte, machte er durch sein Können die Verantwortlichen des Vizemeisters VfR Bürstadt und des DFB auf sich aufmerksam. Am 7. April 1976 wurde der Amateurfußballer aus Hessen in Bremerhaven im Länderspiel der deutschen Amateurnationalmannschaft gegen Dänemark eingesetzt. Zur folgenden Runde 1976/77 schoss er ein Tor für die Schwarz-Weißen aus der Kleinstadt im südhessischen Ried, VfR Bürstadt. Mit 28 Toren wurde Jordan Torschützenkönig, Bürstadt gewann die Meisterschaft und stieg unter Trainer Wolfgang Solz in die 2. Bundesliga Gruppe Süd auf. Seine Tore bewirkten auch, dass er am 27. Oktober 1976 in Augsburg, zum zweiten Einsatz in der Amateurnationalmannschaft kam. Der damals zuständige DFB-Trainer Jupp Derwall bestritt das 2:0 gewonnene Länderspiel gegen Jugoslawien mit der Angriffsformation Jordan, Norbert Eder, Ewald Hammes, Hansi Müller und Hans-Peter Briegel.
Das Startspiel in der 2. Bundesliga gewann Jordan mit Bürstadt am 6. August 1977 durch einen 1:0-Auswärtserfolg beim Freiburger FC im dortigen Möslestadion. Das erste Tor in der 2. Bundesliga erzielte er beim 3:0-Heimerfolg am 13. August 1977 gegen die Würzburger Kickers. Beim 6:2-Erfolg im Rückspiel am 15. Januar 1978 gegen den späteren Absteiger aus Würzburg erzielte der Bürstadter Torjäger vier Tore. Jordan absolvierte 31 Ligaspiele und erzielte an der Seite der Mitspieler Udo Böhs (Torhüter), Jürgen Strack und Horst Schauß 18 Tore. Bürstadt stieg als 18. der Abschlusstabelle gemeinsam mit dem FK Pirmasens, den Würzburger Kickers und dem FC Bayern Hof in das Amateurlager ab. Umgehend gelang unter Trainer Fritz Fuchs 1978/79 der Meisterschaftsgewinn in Hessen und damit die sofortige Rückkehr in die 2. Liga. In der Rückrunde der Meisterschaftsrunde, im April und Mai 1979, wurde er unter DFB-Trainer Erich Ribbeck in zwei weiteren Länderspielen in der Amateurnationalmannschaft eingesetzt.
Zur Runde 1979/80 unterschrieb er einen Vertrag beim 1. FC Nürnberg. Am ersten Rundenspieltag wurde er am 28. Juli 1979 bei der 1:4-Auswärtsniederlage gegen den 1. FC Saarbrücken in der 58. Minute eingewechselt und erzielte in der 84. Minute den Ehrentreffer des „Clubs“. Am zweiten Spieltag, dem 5. August, bildete er zusammen mit Klaus Täuber die Angriffsspitze des 1. FC Nürnberg, der das Heimspiel gegen den Freiburger FC aber mit 0:1 verlor. Mit seinem dritten Einsatz am 18. August beim Heimspiel gegen seinen vormaligen Verein VfR Bürstadt war die Zeit von Jordan im Frankenland bereits beendet. Der Mittelstürmer schloss sich wieder Bürstadt an und debütierte am 25. November 1979 beim 3:1-Heimerfolg gegen Röchling Völklingen mit zwei Toren bei den Schwarz-Weißen vom Verein für Rasensport. Der VfR belegte unter Trainer Lothar Kleim den 14. Rang und Jordan hatte in zwölf Einsätzen sechs Tore erzielt. Die Saison 1980/81 war die letzte Runde der zweigleisigen 2. Bundesliga und damit trat Bürstadt trotz des 13. Ranges im Süden im Sommer 1981 erneut den Weg in das Amateurlager an. Jordan hatte an der Seite der Mitspieler Jürgen Stars (Torhüter), Otto Frey, Horst Schauß, Georg Müllner, Guido Stetter und Eugen Hupp in 25 Spielen drei Tore erzielt. Sein letztes Spiel in der 2. Bundesliga bestritt Jordan am 16. Mai 1981 bei der 1:3-Heimniederlage gegen die SpVgg Bayreuth.